# توگولاوا
توگولاوا (به انگلیسی: Toogoolawah) یک شهرک در استرالیا است که در کوئینزلند واقع شده‌است.